# Schillerpark
A Schillerpark lakótelep Berlin Mitte kerületében, azon belül Wedding városrészben, az ún. Angol negyedben (németül Englisches Viertel) található. Az 1920-as években tervezte Bruno Taut. A Weimari Köztársaság Berlinjének első nagyvárosi lakóépület-projektje volt. 2008. július 7-e óta Berlin öt másik modern lakótelepével együtt a világörökségek listájára került.

## Az épületek története
1914-ben kezdték először egy lakótelep építését a mai Schillerpark keleti részében a park létesítését követően, azonban az első világháború kitörése miatt ezek a tervek nem valósultak meg.
A lakóépületek létrehozására az úgynevezett Takarék- és Építési Egyesület felkérte Bruno Taut építészt, aki még a háború előtt a Falkenberg Kertvárosért volt felelős, hogy tervezzen egy lakónegyedet a Schillerparkban, a Bristolstraße mentén. 
Bár az 1914-es eredeti elgondolás szerint tömbházakat építettek volna, Taut mégis egy újfajta tervezet: kettő- és négyszintes házcsoportokból álló nyitott kivitelezés mellett döntött:. Az új stílusban emelt épületek J. J. P. Oud holland építész munkáira támaszkodnak, a homlokzat kialakítására használt sötétvörös építőkövek az amszterdami iskolára emlékeztetnek. A külsőre kevés színhatást gyakorolnak a fehér és kék felületek. Berlinben elsőként itt fedték lapos tetővel a lakóépületeket. 
Három szakaszban összesen 303 lakás épült meg 1924-1925-ben. Az első szakaszban háromfogatú házak épültek, amelyek egy lakóudvar köré lettek csoportosítva. A későbbi fázisokban csak két lakás épült emeletenként, valamint a bejárat, amellyel az épületek külső nézete egyöntetűbb és nyugodtabb lett. Minden lakást felszereltek fürdőszobával és balkonnal vagy lodzsával, a ruhamosáshoz egy közös mosókonyhát építettek. Az 1½ -  4½ szobás lakások tágasak, a másfél szobásak 40 m² körüliek voltak. Az udvart – valószínűleg Taut tervei alapján – zöld növényekkel beültették, és játszóteret létesítettek rajta. A Schillerplatz telephez egy óvoda is tartozik.

## A telep története
A második világháborúban a telep egy része elpusztult. Újjáépítése 1951-ben kezdődött, és Max Taut, az 1938-ban elhunyt Bruno Taut testvérének nevéhez fűződik. 1954-1959 között bővítették a telepet. Az új épületeket Hans Hoffmann tervezte a Taut által meghatározott eredeti stílushoz illően. 
A telepet legutóbb 1991-ben szanálták, ma mintegy 570 lakás  a Berlini Építési- és Lakásszövetkezet 1892. Az épületek és a környezetük is műemléki védelmet élveznek.

## Fordítás
- Ez a szócikk részben vagy egészben  a   Siedlung Schillerpark című német Wikipédia-szócikk ezen változatának fordításán alapul.  Az eredeti cikk szerkesztőit annak laptörténete sorolja fel. Ez a jelzés csupán a megfogalmazás eredetét és a szerzői jogokat jelzi, nem szolgál a cikkben szereplő információk forrásmegjelöléseként.

## Külső hivatkozások
- A berlini szenátus a város 1920-as években élült lakótelepeiről
- Berlin modern stílusú lakótelepei Archiválva 2011. július 11-i dátummal a Wayback Machine-ben